# Čechomor
Čechomor je češka glazbena grupa koja svira češku tradicionalnu glazbu u rock aranžmanu. Navodno su najdraža grupa bivšeg češkog predsjednika Václava Havela.

## Diskografija
1. Dověcnosti (1991.)
2. Mezi horami (1996.)
3. Čechomor (2000.)
4. Proměny (2001.)
5. Rok ďábla (2002.)
6. Čechomor Live (2002.)
7. Proměny tour 2003 (2003.)
8. Čechomor 1991–1996 (2004.)
9. Co sa stalo nové (2005.)
10. Stalo sa živě (2006.)
11. Sváteční Čechomor (2007.)

## Vanjske poveznice
- Službena stranica (češ.)
- Klub fanova  Arhivirana inačica izvorne stranice od 1. kolovoza 2015. (Wayback Machine) (češ.)